# Stazione di Castelfranco Veneto
La stazione di Castelfranco Veneto è la stazione ferroviaria a servizio della città di Castelfranco Veneto. Essa si trova all'incrocio delle linee Calalzo-Padova, Trento-Venezia e Vicenza-Treviso e per questo risulta essere uno dei nodi ferroviari più movimentati della regione.
Le strutture e gli impianti della stazione sono gestiti da RFI SpA.

## Storia
Il 15 luglio 1908 venne attivata la linea Mestre-Bassano, gestita dalla SIFV, che passava per la stazione di Castelfranco; l'utilizzo della stazione, che continuava ad essere gestita dalle FS, divenne così condiviso fra le due amministrazioni.

## Strutture e impianti
Il fabbricato viaggiatori è di grandi dimensioni e si erge su tre piani: al servizio dei viaggiatori è la biglietteria, la sala d'attesa oltre ad un bar tutte situate al piano terra.
Il fascio viaggiatori è composto da sette binari passanti, tutti muniti di banchine e collegati tramite sottopassaggio. I marciapiedi sono dotati di pensiline in ferro. Oltre ai 7 binari dotati di banchina sono presenti altri 5 binari di scalo utilizzati per la sosta dei treni merci.
Fino al 2009 era presente anche un magazzino merci, poi demolito, situato a Est del fabbricato viaggiatori.
Dalla stazione si diramano 3 raccordi: uno per la Fervet, uno per la Settentrionale Trasporti e uno per la Cooperativa Agricola Produttori Castellana.

## Movimento
La stazione è servita da treni regionali svolti da Trenitalia nell'ambito del contratto di servizio stipulato con la Regione Veneto. La stazione costituisce fermata per tutti i treni passeggeri circolanti; quotidianamente circolano anche numerose decine di treni merci a composizione variabile.
La stazione di Castelfranco Veneto ha un movimento passeggeri di circa 3.200.000 passeggeri all'anno (fonte: RFI): fermano tutti i treni Regionali e le principali destinazioni sono Bassano del Grappa, Venezia, Padova, Treviso, Vicenza, Montebelluna e Belluno.
L'orario prevedeva fino all'inizio di ottobre del 2016  una coppia di treni a lunga percorrenza, ovvero un Frecciabianca (prima Intercity) al mattino diretto a Milano Centrale e uno serale diretto ad Udine.

## Servizi
La stazione, classificata da RFI nella categoria gold, dispone dei seguenti servizi:
- Bar
- Biglietteria a sportello
- Biglietteria automatica
- Ciclostazione coperta (con cicloritrovo)
- Parcheggio di scambio gratuito (NORD - SUD)
- Ristorante
- Sala d'attesa
- Servizi igienici
- Sottopassaggio pedonale (collegamento con parcheggio SUD)

## Interscambi
La stazione dispone di una fermata dei bus, varie piazzole per i taxi e dista 1 km dall'autostazione. Inoltre durante l'anno scolastico sono presenti navette scolastiche riservate agli studenti, sempre gestite da M.O.M.
- Fermata autobus extraurbani Mobilità di Marca
- Parcheggio max 30' per carico/scarico
- Stazione taxi

## Autostazione
L'autostazione di Castelfranco Veneto è collocata in via Podgora, poco distante dal centro storico e dal parcheggio di Piazza Giorgione. L'area è possiede due entrate una a sud-ovest riservata ai bus ed una a nord-est condivisa con le autovetture. Le corsie presenti sono 7 e sono sprovviste di copertura da intemperie. Il servizio è gestito interamente da Mobilità di Marca.